# Elvira Saadi
Elvira Fuadovna Saadi em russo:  Эльвира Фуадовна Саади  (Tashkent, RSS Uzbequistão, 2 de janeiro de 1952) foi uma ginasta uzbeque que competiu pela União Soviética em provas da ginástica artística. Em 2009 ela foi incluída no International Gymnastics Hall of Fame.

## Principais resultados
| Ano  | Evento                                    | AA | Equipe          | Salto sobre o cavalo | Trave   | Barras assimétricas | Solo              |
| ---- | ----------------------------------------- | -- | --------------- | -------------------- | ------- | ------------------- | ----------------- |
| 1972 | Jogos Olímpicos                           | 8º | Medalha de ouro | 9º (Q)               | 10º (Q) | 18º (Q)             | 9º (Q)            |
| 1974 | Campeonato Mundial de Ginástica Artística |    | Medalha de ouro |                      |         |                     | Medalha de bronze |
| 1976 | Jogos Olímpicos                           | 7º | Medalha de ouro | 8º (Q)               | 5º (Q)  | 14º (Q)             | 6º (Q)            |